# Hora-persona
En el trabajo, una hora-hombre o una hora-persona es una unidad de estimación del esfuerzo necesario para realizar una tarea cuya unidad equivale a una hora de trabajo ininterrumpido de un trabajador medio. Se usa en documentos que realizan estimación temporal de proyectos para indicar la cantidad de tiempo de labor ininterrumpida que es necesaria emplear para realizar una determinada tarea. Por ejemplo, realizar una redacción escolar, que incluya una investigación de un tema, podría requerir unas 20 horas-persona, mientras que preparar un banquete familiar completo podría requerir de unas 10 horas-persona.
Es importante observar que las horas-persona no tienen en cuenta las interrupciones lógicas del trabajo y que, por otra parte, son necesarias para realizarlo. Por ejemplo, los descansos, la comida u otro tipo de paradas debido a funciones corporales no se tienen en cuenta. Las horas-persona simplemente contabilizan el tiempo de labor pura. Los gestores de proyectos habitualmente calculan las horas-persona y después añaden el tiempo correspondiente a las paradas lógicas, a fin de estimar la cantidad de tiempo real que conllevaría realizar una determinada tarea. Así, si bien una redacción escolar podría requerir unas 20 horas-persona, es prácticamente seguro que no se realizará en 20 horas de trabajo ininterrumpido, ya que el progreso en dicha tarea se verá interrumpido por el trabajo de otros cursos, las comidas, el sueño y otras distracciones.